# Sida quinquevalvacea
Sida quinquevalvacea là một loài thực vật có hoa trong họ Cẩm quỳ. Loài này được J.L. Liu miêu tả khoa học đầu tiên năm 1992.